# K9 (zkratka)
Termín K9 či K-9 tvoří v anglickém jazyce zkratku a homonymum/numeronymum slova Canine (v překladu psí, pes). 
Podstatou této zkratky je právě výslovnost v angličtině, kdy „K“ [kej] „9“ [najn], zní stejně jako „Canine“ [kejnajn].
Poprvé se tato zkratka objevuje ve spojitosti s využitím psů pro potřeby amerických vojenských sil během 2. světové války. V současnosti je tato zkratka užívána zejména v oblasti vojenské, policejní a záchranářské kynologie, a to v řadě zemí světa včetně České republiky.
Vybrané způsoby užití:
- K9 Unit (jednotka psovodů),
- K9 Team (kynologický tým),
- Police K9 (policejní pes),
- K9 SAR (pes se záchranářským výcvikem),
- K9 SWAT (pes u policejní zásahové jednotky).